# پوکارا (موکگوا)
پوکارا (به اسپانیایی: Pukara) یک کوه در پرو است که در منطقه موکگوا واقع شده‌است. پوکارا ۴٬۴۰۰ متر بالاتر از سطح دریا واقع شده‌است.